# TKS
TKS (TK-3) je bil poljski tank. Ta tank je sodeloval v drugi svetovni vojni.

## Zgodovina tanka
Tank so začeli izdelovati leta 1931. Za zgled so vzeli britansko tanketo Carden Loyd. TKS se je po tem tanku razlikoval predvsem po novi obliki in po novem močnejšem motorju. Imel je tudi nekoliko debelejši oklep. Leta 1939 so začeli v tankete vgrajevati nove 20 milimetrske tope, vendar jih je bilo do začetka vojne oboroženo le 24 od skupno 575 tanket. Med invazijo na Poljsko so izgubili ogromno tanket. Tanki TKS niso bili učinkoviti proti tankom Panzer I, predvsem zaradi slabe oborožitve, ki so jo zamenjali dokaj pozno. Rezultati so se pokazali 18.  septembra 1939, ko je Roman Orlik uničil tri nemške tanke Panzer 35.